# 장의거
장의거(蔣義渠, ? ~ ?)는 중국 후한 말의 정치가이다.

## 생애
원소(袁紹)를 섬겼다.
건안(建安) 5년(200년), 조조(曹操)와의 결전에서 패한 원소는 800명의 병사를 이끌고 여양(黎陽)에 도착했다. 이때 장의거는 여양의 북부 해안을 수비하고 있었는데, 원소를 진영으로 맞이했고 원소를 도와 패잔병을 수습하였다.